# Liliana Díaz Carreño
Liliana Nidia Castillo de Díaz Carreño (* im 20. Jahrhundert; † 8. Oktober 2010 in La Rioja) war eine argentinische Politikerin.
Die Ärztin hatte seit Ende Juli 2010 die Position der Gesundheitsministerin in der argentinischen Provinz La Rioja als Nachfolgerin von Gustavo Grasselli inne.
Zuvor war die einem Gehirntumor erlegene Ministerin jahrelang unter anderem als Leiterin verschiedener Krankenhäuser tätig.